# Roger Mancienne
Roger Mancienne, né le 12 décembre 1947, est un homme politique des Seychelles. Il est le président de l'Assemblée nationale des Seychelles depuis le 28 octobre 2020,.

## Biographie
Roger Mancienne est né le 12 décembre 1947 sur l'île de Mahé aux Seychelles. Il est le candidat à la vice-présidence de la République pour le Parti national des Seychelles lors de l'élection présidentielle de 2015 en tant que colistier de Wavel Ramkalawan.